# Ганди, Саид
Саи́д Ганди (араб. سعد غاندي‎; род. 16 августа 1948 или 1947, Касабланка, Касабланка) — марокканский футболист, игравший на позиции нападающего; участник чемпионата мира 1970 года.

## Биография

### Клубная карьера
Ганди всю футбольную карьеру на протяжении 15 сезонов играл за «Раджу», в составе которой дебютировал в 1964 году. Он был основным нападающим команды в течение многих сезонов, забив во всех турнирах 118 голов.

### Карьера в сборной
Дебютировал за сборную Марокко 18 апреля 1966 года в товарищеском матче со сборной Швейцарии, который закончился поражением марокканцев со счётом 6:4.
Принимал участие на чемпионате мира 1970 года, где сыграл во всех матчах группового этапа — со сборными ФРГ (1:2), Перу (0:3) и Болгарии (1:1). Марокканцы не смогли преодолеть групповой этап, заняв в группе последнее место. Всего за сборную Марокко сыграл 25 матчей, в которых отметился двумя забитыми мячами.